# Vereniging Kences
Vereniging Kences is in 1999 opgericht als kenniscentrum voor studentenhuisvesting en samenwerkingsverband van sociale studentenhuisvesters. Kences was tot 31 december 2022 een stichting; hierna ging de organisatie door als vereniging.

## Organisatie
Kences is de brancheorganisatie voor sociale studentenhuisvesters en is een samenwerkingsverband van dertien woningcorporaties die (een deel van) hun woningen hebben bestemd voor de verhuur aan studenten. Onder meer Alwel, Lieven de Key, De Veste, Lefier, DUWO, Idealis, Maasvallei, SJHT, SSH, SSH&, Stadswonen Rotterdam, Vestide en WonenBreburg behoren tot de leden. De aangesloten corporaties verhuren meer dan 88.000 studenteneenheden verspreid over heel Nederland.

## Landelijke Monitor Studentenhuisvesting
Jaarlijks brengt Kences samen met het ministerie van Binnenlandse Zaken en Koninkrijksrelaties de Landelijke Monitor Studentenhuisvesting (LMS) uit. Deze rapportage geeft inzicht in de actuele kennis, cijfers en inzichten en dient als instrument voor beleidsmakers, gemeenten, woningcorporaties, marktpartijen en onderwijsinstellingen op het terrein van studentenhuisvesting.

## Landelijk Actieplan Studentenhuisvesting 2022 - 2030
Op 8 september 2022 hebben het ministerie van Binnenlandse Zaken en Koninkrijksrelaties, het ministerie van Onderwijs, Cultuur en Wetenschap, gemeenten, Kences, Universiteiten van Nederland, Vastgoed Belang, de Landelijke Studentenvakbond, het Landelijk Overleg Studentenhuurders en Nuffic het Landelijk Actieplan Studentenhuisvesting 2022-2030 ondertekend. Dit actieplan heeft tot doel te komen tot een uitbreiding van 60.000 betaalbare studentenwoningen in de periode 2022 – 2030. Kences is voorzitter van het Landelijk Platform Studentenhuisvesting (LPS) dat het actieplan implementeert.